# Lettisches Gambit
|   | a | b | c | d | e | f | g | h |   |
| 8 |   |   |   |   |   |   |   |   | 8 |
| 7 |   |   |   |   |   |   |   |   | 7 |
| 6 |   |   |   |   |   |   |   |   | 6 |
| 5 |   |   |   |   |   |   |   |   | 5 |
| 4 |   |   |   |   |   |   |   |   | 4 |
| 3 |   |   |   |   |   |   |   |   | 3 |
| 2 |   |   |   |   |   |   |   |   | 2 |
| 1 |   |   |   |   |   |   |   |   | 1 |
|   | a | b | c | d | e | f | g | h |   |

Die Grundstellung des Lettischen Gambits nach 2. … f7–f5
Das Lettische Gambit ist eine Eröffnung im Schachspiel. Es zählt zu den Offenen Spielen und entsteht aus dem Königsspringerspiel 1. e2–e4 e7–e5 2. Sg1–f3 nach dem Zug f7–f5. Der ECO-Code lautet C40.
Diese Eröffnung wurde zu Beginn des 20. Jahrhunderts von Carl Behting (1867–1943) aus Riga (Lettland) analysiert. Erprobt wurde sie in Fern-Mannschaftsturnieren Rigas gegen die Auswahlen von Moskau, Berlin und Stockholm. In der Meisterpraxis kommt dieses Gambit kaum vor, da die schwarze Spielweise auf der einen Seite sehr umfangreiche Kenntnisse der Eröffnungstheorie erfordert, auf der anderen Seite aber bei ruhigem weißen Aufbau objektiv kaum Chancen auf mehr als Ausgleich bietet. Der größte Vorteil dürfte daher im Überraschungseffekt liegen, da die wenigsten Spieler sich mit dem Lettischen Gambit intensiver auseinandersetzen. Behting selbst soll gesagt haben, dass Schwarz auf ein „halbsbrecherisches Looping“ setzt.
Trotzdem gab es immer wieder namhafte Großmeister, die es gelegentlich einsetzten, wie zum Beispiel Boris Spasski oder Ivan Sokolov.

## Varianten

### 3. Sxe5
|   | a | b | c | d | e | f | g | h |   |
| 8 |   |   |   |   |   |   |   |   | 8 |
| 7 |   |   |   |   |   |   |   |   | 7 |
| 6 |   |   |   |   |   |   |   |   | 6 |
| 5 |   |   |   |   |   |   |   |   | 5 |
| 4 |   |   |   |   |   |   |   |   | 4 |
| 3 |   |   |   |   |   |   |   |   | 3 |
| 2 |   |   |   |   |   |   |   |   | 2 |
| 1 |   |   |   |   |   |   |   |   | 1 |
|   | a | b | c | d | e | f | g | h |   |

Stellung nach 8. … Sf6
3. Sxe5 Df6 
Die Hauptfortsetzung im Lettischen Gambit besteht im Schlagen des ungedeckten, zentralen e-Bauern statt des f-Bauern. Gleichzeitig räumt Weiß mit dem Zug die Diagonale d1–h5 mit der Drohung Dh5+. Die übliche schwarze Antwort Df6 verfolgt mehrere Ideen: Der Springer auf e5 wird angegriffen und nach einem Rückzug droht fxe4. Des Weiteren deckt die Dame das Feld g6, sodass ein Schachgebot mit Dh5+ durch g6 pariert werden kann. Weitere, langfristige Überlegungen bestehen in der Stärkung des schwarzen Königsflügels durch die Positionierung der Dame. Andere schwarze Fortsetzungen bestehen in 3. … Sc6, 3. … Sf6 oder 3. … De7.
 4. d4 d6 5. Sc4 fxe4 6. Sc3 Dg6
Die natürliche Fortsetzung. Obgleich Weiß einen Entwicklungsvorsprung hat, ist die schwarze Position mit der Idee Sf6, Le7 und 0–0 mit der halboffenen f-Linie solide. Gleichzeitig blockiert die schwarze Dame durch die Drohung Dxg2 die Entwicklung des weißfeldrigen weißen Läufers. Andererseits bietet der weit vorgerückte Bauer auf e4 dem Weißen Angriffsmöglichkeiten durch
 7. f3 exf3 8. Dxf3 Sf6 9. Ld3 Dg4.
Der Läuferzug greift die schwarze Dame an, die sich auf g4 zum Tausch anbietet. Eine Methode diese Variante zu verhindern besteht im Zwischenzug 9. Se3 Sc6 10. Ld3 Df7. Üblich ist die Ablehnung des Damentauschs nach
 10. De3+ Le7 11. 0–0 Dh5

### 3. exf5
3. exf5 e4 4. Se5 Sf6 5. Le2
Mit dem Schlagen des Bauern auf f5 nimmt Weiß das eigentliche Gambit an. Der schwarze Bauernvorstoß soll den Springer von f3 vertreiben; die Variante 3. … d6 4. d4 leitet in eine Variante der Philidor-Verteidigung über. Andere Fortsetzungen für Weiß im vierten Zug sind 4. Sd4 oder 4. De2. In der Textvariante ist die weiße Idee Lh5+ mit Qualitätsgewinn. Schwarz hat zwei Hauptfortsetzungen:

#### 5. … d6
5. … d6 6. Lh5+ Ke7 7. Sf7 De8 8. Sxh8 Dxh5 9. Dxh5 Sxh5 10. g4 Sf6
Der schwarze Bauernzug nach d6 greift den Springer direkt an, führt nach dem Läuferschach jedoch zu einer exponierten Lage des Königs in der Brettmitte. Schwarz forciert den Damentausch auf h5, um möglichst rasch ins Endspiel überzuleiten. Ein von Weiß übereiltes 11. g5 wird durch 11. … Sh5 mit der Drohung Lxf5 pariert. Besser ist daher
11. h3 Sc6 12. Sc3
mit Vorteil für Weiß.

#### 5. … Le7
|   | a | b | c | d | e | f | g | h |   |
| 8 |   |   |   |   |   |   |   |   | 8 |
| 7 |   |   |   |   |   |   |   |   | 7 |
| 6 |   |   |   |   |   |   |   |   | 6 |
| 5 |   |   |   |   |   |   |   |   | 5 |
| 4 |   |   |   |   |   |   |   |   | 4 |
| 3 |   |   |   |   |   |   |   |   | 3 |
| 2 |   |   |   |   |   |   |   |   | 2 |
| 1 |   |   |   |   |   |   |   |   | 1 |
|   | a | b | c | d | e | f | g | h |   |

Stellung nach 8. … De8
5. … Le7 6. Lh5+ Kf8 7. Sc3
Der schwarze Läuferzug führt dazu, dass nach einem Läuferschach auf h5 das Fluchtfeld des Königs f8 statt e7 ist. Für Weiß nimmt das Zwischenschach auf h5 im Gegensatz zu einem direkten Sc3 dem Schwarzen das Rochaderecht und verhindert Ambitionen auf der halboffenen f-Linie nach 6. Sc3 0–0 7. g4 d6 8. Lc4+ d5.
7. … d6 8. Sf7 De8
In dieser komplexen Stellung muss Weiß muss sich vor dem Schlagen des Turms hüten, denn nach 9. Sxh8 Dxh5 10. Dxh5 Sxh5 11. g4 Sf6 12. g5 Sh5 gelangt Schwarz in Vorteil. Möchte Weiß den Qualitätsgewinn erzwingen, ist der Zwischenzug
9. g4 Sxh5 10. Sxh8 Sf6
korrekt, der den Damentausch verhindert. Eine alternative Zugmöglichkeit für Weiß ist 9. d3 Tg8 10. Sh6 Sxh5 11. Sxg8 Kxg8 12. dxe4 mit einem Turm und zwei Bauern für zwei Leichtfiguren.

### 3. d4
- 3. d2–d4 f5xe4 4. Sf3xe5 Sg8–f6 5. Lc1–g5 Lf8–e7 6. Lg5xf6 Le7xf6 7. Dd1–h5+ g7–g6 8. Se5xg6 h7xg6 9. Dh5xg6+ Ke8–f8 10. Lf1–c4 Dd8–e7

### 3. Lc4
- 3. Lf1–c4 f5xe4 – 4. Sf3xe5 Dd8–g5 (klassische Variante) 4. … d7–d5 (Svedenborg Variante)